# Eclipse solar del 21 de agosto de 2017
El 21 de agosto de 2017 se produjo un eclipse solar total que fue visible por completo solo dentro de una banda de los llamados Estados Unidos contiguos. En los países cercanos, solo se pudo observar el fenómeno parcialmente.
Un eclipse solar ocurre cuando la Luna se interpone entre la Tierra y el Sol, ocultando total o parcialmente la imagen del Sol desde la Tierra. Un eclipse total de sol se produce cuando el diámetro aparente de la Luna es mayor que el del Sol, bloqueando todos los rayos directos de la estrella, convirtiendo el día en oscuridad. La totalidad del eclipse se ve únicamente en una estrecha franja de la superficie de la Tierra, siendo visible el eclipse parcial en una región circundante de miles de kilómetros de ancho.
La última vez que un eclipse solar total se pudo ver en todo el territorio de los Estados Unidos fue el 8 de junio de 1918, y no desde el eclipse solar del 26 de febrero de 1979, que fue parcial.
La totalidad del eclipse cubrió catorce estados, y una parte de él fue visible en cincuenta estados. El área total cubierta por el eclipse supuso el 16 % de los Estados Unidos.
El evento comenzó en la costa de Oregón como un eclipse parcial a las 4:06 p. m. UTC (9:06 a. m. PDT) del 21 de agosto, y terminó más tarde ese día como un eclipse parcial en la costa de Carolina del Sur cerca de las 6:44 p. m. (UTC) (2:44 p. m. EDT). En Honolulu el eclipse fue parcial, y en Hawái comenzó a las 4:20 p. m. UTC (6:20 a. m. HST) y terminó a las 5:25 p. m. UTC (7:25 a. m. HST).
Ese día se esperaba que hubiese problemas logísticos con la afluencia de los visitantes, especialmente para las comunidades más pequeñas. También hubo problemas con la venta de vidrios no homologados de las gafas de sol.
Algunos medios denominaron este evento como el «eclipse del siglo».

## Visibilidad

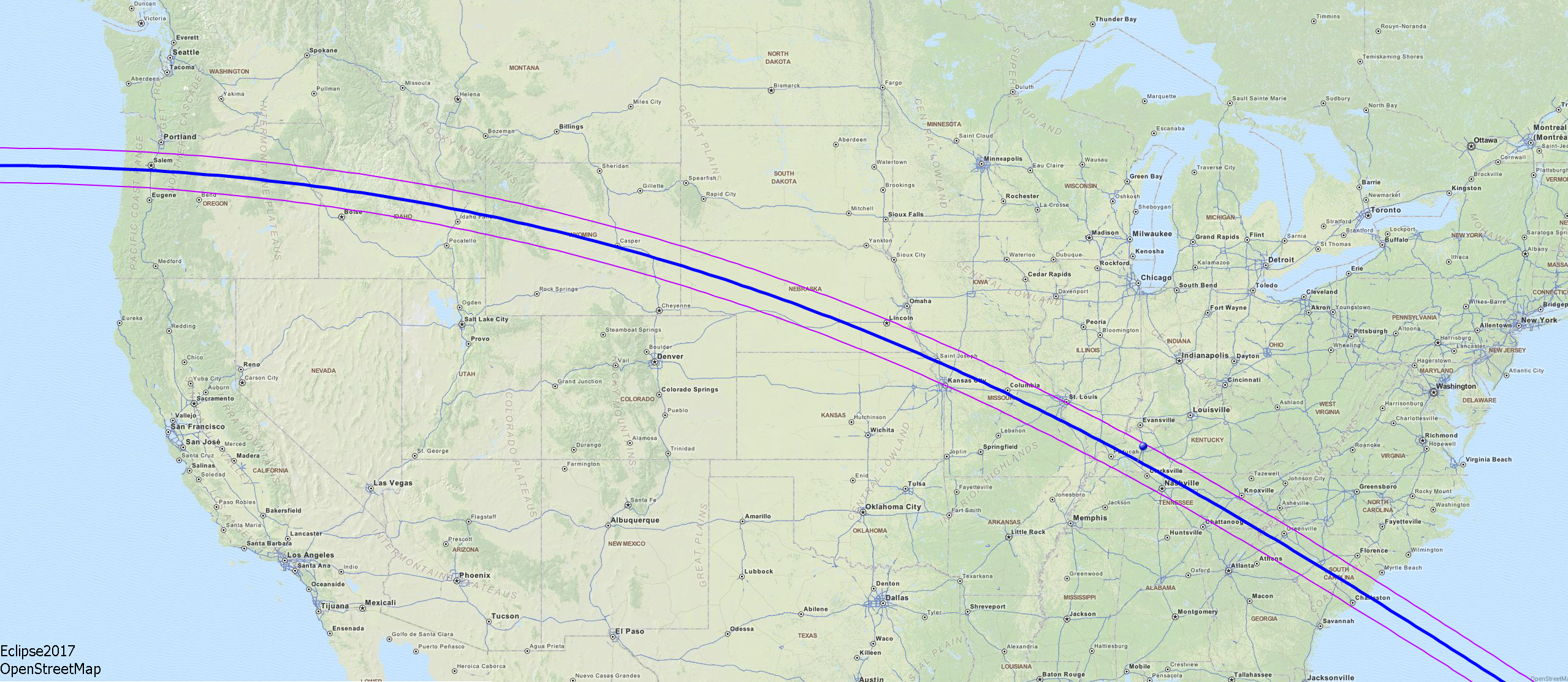
Mapa detallado de la trayectoria del eclipse en los Estados Unidos

El eclipse total tuvo una magnitud de 1.0306 y fue visible desde un estrecho pasillo de 110 kilómetros cruzando 14 estados de los Estados Unidos contiguos: Oregón, Idaho, Wyoming, Montana, Iowa, Kansas, Nebraska, Misuri, Illinois, Kentucky, Tennessee, Georgia, North Carolina y South Carolina. Se vio por primera vez desde tierra en EE. UU. poco después de las 10:15 a. m. PDT en la Costa del Pacífico de Oregón; entonces avanzó hacia el este por Salem, Casper, Lincoln, Área metropolitana de Kansas City, Hopkinsville, Nashville, Columbia y finalmente Charleston. El eclipse parcial fue visible durante más tiempo, empezando poco después de las 9 a. m. PDT en la Costa del Pacífico de Oregón. La máxima duración del eclipse total fue de 2 minutos y 41.6 segundos a unos 37°35′0″N 89°7′0″O / 37.58333, -89.11667 al sur de Carbondale, IL y la mayor extensión (ancho) estuvo en 36°58′0″N 87°40′18″O / 36.96667, -87.67167, entre Hopkinsville, KY y Princeton, KY.
Un eclipse solar parcial fue visto desde un camino más amplio de la penumbra de la Luna, incluyendo toda Norteamérica, el norte de Sudamérica, Europa Occidental y algunos países de África y el noreste de Asia.

## Eventos durante el eclipse total

### Oregón
- Keizer: Los Salem-Keizer Volcanoes, un equipo de las Ligas Menores de Béisbol, jugaron un partido que fue caracterizado por ser el primero en la historia del béisbol.[14]
- Madras: La ciudad patrocinó un festival que tuvo lugar en dos localizaciones.[15][16]
- Prineville: Los Symbiosis Gathering lideraron una reunión.[17]
- Salem: El Oregon Museum of Science and Industry lideró un evento en el Oregon State Fair.[18]

### Idaho
- Craters of the Moon: El National Monument and Preserve, liderado por la NASA, protagonizó eventos en la Idaho Falls Astronomical Society, como lanzamientos de globos aerostáticos por parte de la USC Astronautical Engineering department y presentaciones realizadas por New Mexico Chapter of the Charlie Bates Solar Astronomy Project.[19]
- Idaho Falls: Entrenamiento libre y seminarios educativos y la visualización de un eclipse en el museo de Idaho y en el Melaleuca Field.[20][21]
- Rexburg: La Brigham Young University-Idaho ofreció una serie de eventos educativos relacionados con los eclipses.[22]
- Weiser: La ciudad patrocinó un festival de cinco días antes del eclipse.[23]

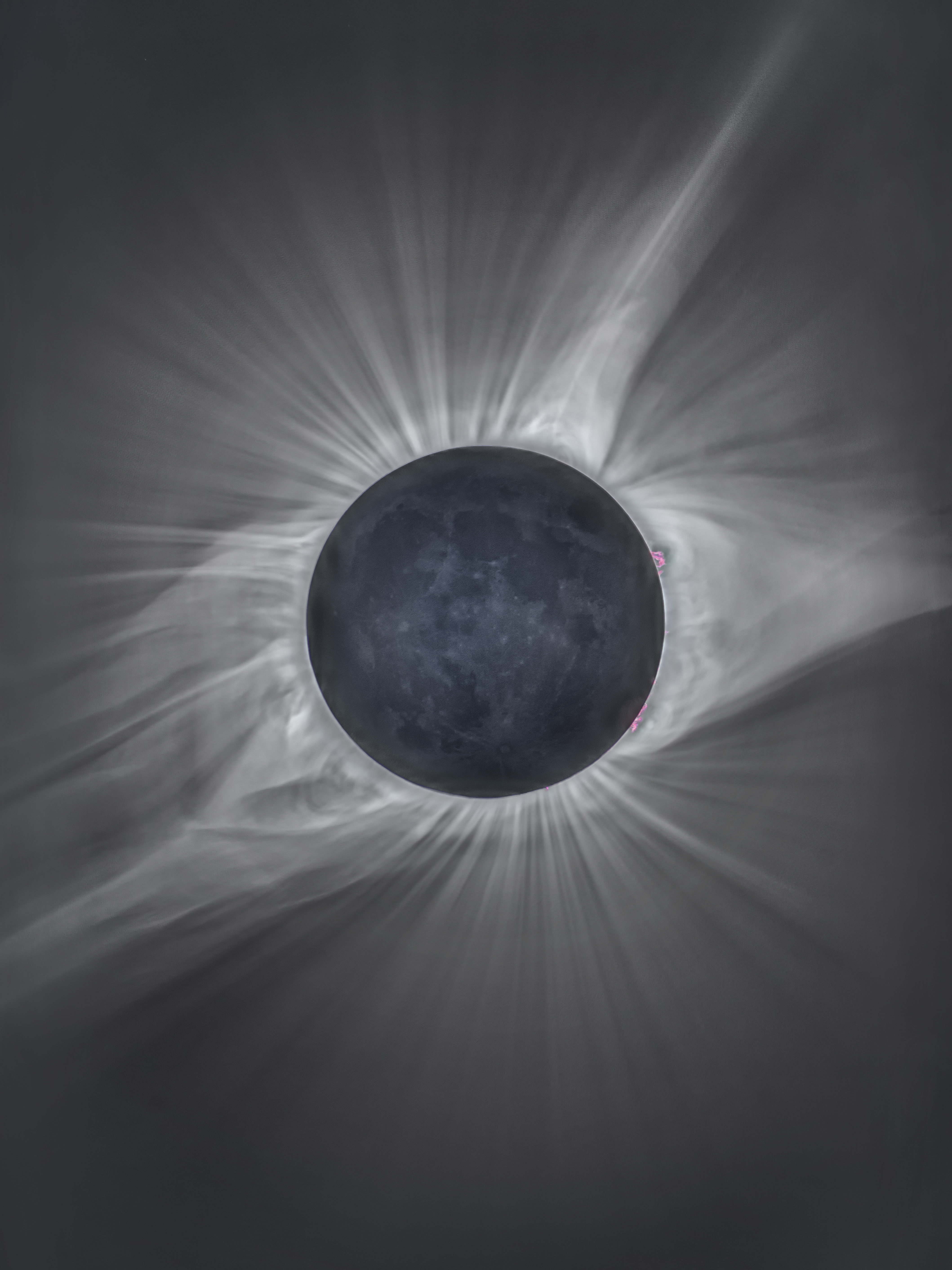
Imagen del eclipse usando la técnica del bracketing desde Crowheart (Wyoming).

### Wyoming
- Casper: La Astronomical League, una alianza amateur de clubes sobre astronomía, lideraron su conferencia anual,[24] y hubo otros eventos públicos, llamados Wyoming Eclipse Festival 2017.[25]

### Nebraska
- Alliance: Ofrecieron entrenamientos y seminarios educativos.[26]
- Auburn: El Auburn State Theater patrocinó un evento del Nemaha County Hospital donde se podía visualizar el eclipse, además de incluir consejos por parte de Lifetime Vision Center.[27]
- Grand Island: El Stuhr Museum lideró un evento para visualizar el eclipse, incluyendo el lanzamiento de un globo aerostático.[28]
- Beatrice: El Homestead National Monument of America realizó eventos el sábado, domingo y el propio día del eclipse.[29]
- Lincoln - En el Haymarket Park el Lincoln Saltdogs, un equipo de béisbol independiente en la Asociación Americana, derrotó a los Gary SouthShore RailCats 8-5 en un juego especial de eclipse, con 6956 asistentes. El juego se detuvo 26 minutos en el medio de la tercera entrada para observar el eclipse. Los jugadores de Saltdogs usaron uniformes especiales con temática del eclipse que fueron subastados después del juego.[30]

### Misuri
- Kansas City - Un paseo en bicicleta de 8 millas del centro de KCMO (donde la totalidad sólo duró unos 30 segundos) a Macken Park en North Kansas City (donde la totalidad duró 1 minuto 13 segundos) fue organizado por KC Pedal Party Club, un Grupo Meetup local.[31]
- Columbia - El Parque Cosmo y el Parque Gans Creek estuvieron abiertos para el eclipse.[32] Hubo una fiesta de observación en el campus para los estudiantes de la Universidad de Misuri,[33] y el sistema de salud de MU publicado información de seguridad ocular.[34]
- Lathrop - La ciudad celebró su 150 aniversario con un festival de eclipse.[35]
- Parkville - TotalEclipseofthePark - programa educativo del 20 de agosto presentando al miembro del Salón de la Fama de la NASA Glenn Research Center, Lynn Bondurant y la fiesta del reloj del 21 de agosto organizada por Park University.[36]
- St. Clair - Un evento organizado por la Cámara de Comercio de la Ciudad de St. Clair.[37]
- St. Joseph - Un evento organizado por Front Page Science se llevó a cabo en Rosecrans Memorial Airport.[38]

### Illinois
- Carbondale - Southern Illinois University auspició muchos eventos educativos relacionados con el eclipse, incluyendo los dos días de Astronomía, Ciencia y Tecnología Expo, y también en el Estadio Saluki.[39] Amtrak dirigió un tren de excursión llamado el Eclipse Express, desde Chicago a Carbondale.[40] NASA EDGE estuvo allí transmitiendo en vivo desde Southern Illinois University Carbondale con un show de cuatro horas y treinta minutos (11:45 a. m. - 4:15 p. m. EDT).[41]
- Carterville - Un festival de rock de tres días, llamado Moonstock en el que fue encabezado por Ozzy Osbourne, fue realizado durante el eclipse.[42]
- Goreville - Se vio el eclipse en el Departamento de Astronomía de la Universidad de Illinois.[43]

### Kansas
- Atchison  - Benedictine College acogió a miles de personas en su estadio de fútbol. Había estudiantes de escuelas de Kansas, Misuri, Nebraska y Oklahoma asistiendo, además de otros numerosos invitados que estuvieron escuchando a los astrónomos del Observatorio del Vaticano.[44]

### Kentucky
- Bowling Green  - La Universidad Western Kentucky acogió a miles de estudiantes K-12 en su estadio de fútbol.[45] En Bowling Green Ballpark, los Bowling Green Hot Rods, un equipo de béisbol de Clase A, jugaron durante el eclipse contra el visitante West Michigan Whitecaps.[46]
- Hopkinsville - Un festival del eclipse de cuatro días se realizó en el sitio histórico del estado de Jefferson Davis.[47]

### Tennessee
- Atenas - la ciudad de Atenas recibió "Total Eclipse of the Park" en el Parque Regional de Atenas, incluyendo entretenimiento, comida y vendedores.[48]
- Clarksville - Austin Peay State University presentó varios eventos educativos, incluyendo una aparición por el astronauta Rhea Seddon.[49]
- Cookeville - la Universidad Tecnológica de Tennessee, organizó una fiesta de observación del eclipse solar en el Estadio Tucker. Cookeville organizó eventos especiales de sábado a lunes.[50]
- McMinnville - celebró el eclipse al recibir BLACKOUT 2017, un evento de observación de eclipses celebrado en la plaza de la ciudad. Además de la visualización, también hubo una sección de camiones de comidas y actos musicales por cuenta de la banda Pink Floyd con "Pink Floyd Appreciation Society" y "The Dark Side of the Moon" que se realizó en su totalidad, antes de la totalidad del eclipse.[51]
- Memphis - en el AutoZone Park, los Redbirds de Memphis, un equipo de béisbol de la Clase AAA, jugaron contra el equipo de New Orleans Baby Cakes.[46]
- Nashville - ofreció muchos eventos especiales, incluyendo el Music City Eclipse Science & Technology, un festival en el Adventure Science Center.[52] El Festival de Luces de Italia organizó el mayor provecho del Eclipse en Nashville, un evento gratuito certificado por la NASA celebrado en el Centro Comercial Bicentenario.[53] También estuvieron la presencia de dos astrofísicos del Laboratorio de Propulsión a Chorro de la NASA.[54]

### Carolina del Norte
- Bryson City - se ofrecieron espectáculos con la temática de los planetas, así como paseos por Great Smoky Mountains Railroad en la localización por donde se vio el eclipse.[55]
- Cullowhee - el eclipse fue visible en su totalidad, y las clases fueron canceladas durante varias horas durante el primer día de clases en la Universidad Western Carolina.[56]
- Rosman - Pisgah Astronomical Research Institute (PARI) organizó un evento de visualización del eclipse. El evento en PARI ha atraído la atención internacional y entre los visitantes estuvieron astrónomos aficionados.

### Georgia
- Atenas - Se observó el eclipse en el Sanford Stadium en la Universidad de Georgia.
- Blairsville - hubo un festival llamado Get off the Grid Festival tres días antes del eclipse.

### Carolina del Sur
- Anderson - Hubo eventos en el lago Hartwell con camiones de comida y también hubo música. Desafortunadamente las nubes bloquearon el sol en el momento de la totalidad del eclipse.
- Charleston - El Colegio de Charleston fue sede para la observación del eclipse, donde estuvieron los de la NASA. La celebración también asistieron los invitados a los que se ubicaron en el jardín detrás de la biblioteca del campus.[57]
- Clemson - Se observó el eclipse en la Universidad de Clemson.[58]
- Columbia - El Museo Estatal de Carolina del Sur organizó cuatro días de eventos educativos, incluyendo una aparición de Charles Duke un astronauta del Apolo 16.[59] En Spirit Communications Park, el Columbia Fireflies, un equipo de béisbol de Clase A, jugó contra los Bravos de Roma que visitaban también el evento.
- Greenville - Se observó el eclipse en la Universidad de Furman. Los eventos incluyen cobertura de streaming de la NASA, actividades educativas y música en vivo.[60] En el Campo de Flúor, el Greenville Drive, un equipo de béisbol de Clase A, jugó contra el Virginia Occidental Power.
- Sumter - Se observó el eclipse en el parque de Dillon. Las gafas de visión para eclipses, fueron repartidas al público de forma gratuita.[61]

## Teorías pseudocientíficas sobre el fin del mundo
El numerólogo David Meade había vaticinado que el planeta Nibiru se estrellaría contra la Tierra en un libro que publicó en el 2016. El libro ha sido criticado por mezclar datos astronómicos ciertos con visiones, sueños y extractos de la Biblia. 
Nancy Lieder también comparte esta teoría, y asegura conocer que el mensaje sobre el fin del mundo se recibió desde la estrella Zeta Reticuli, a una distancia de 39 años luz de la Tierra. David Morrison, de la NASA, y otros miembros de la comunidad científica han refutado esta posibilidad. El profesor del Instituto de Astronomía, Geofísica y Ciencias Atmosférica de la Universidad de São Paulo Roberto Costa afirmó que el denominado Planeta X no existe.

## Galería

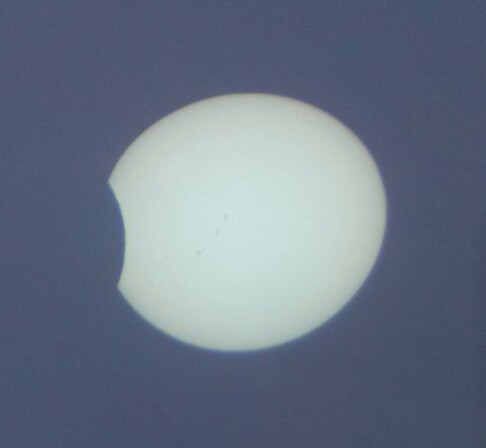
Fotografía del eclipse proyectado mediante prismáticos en Puebla, México
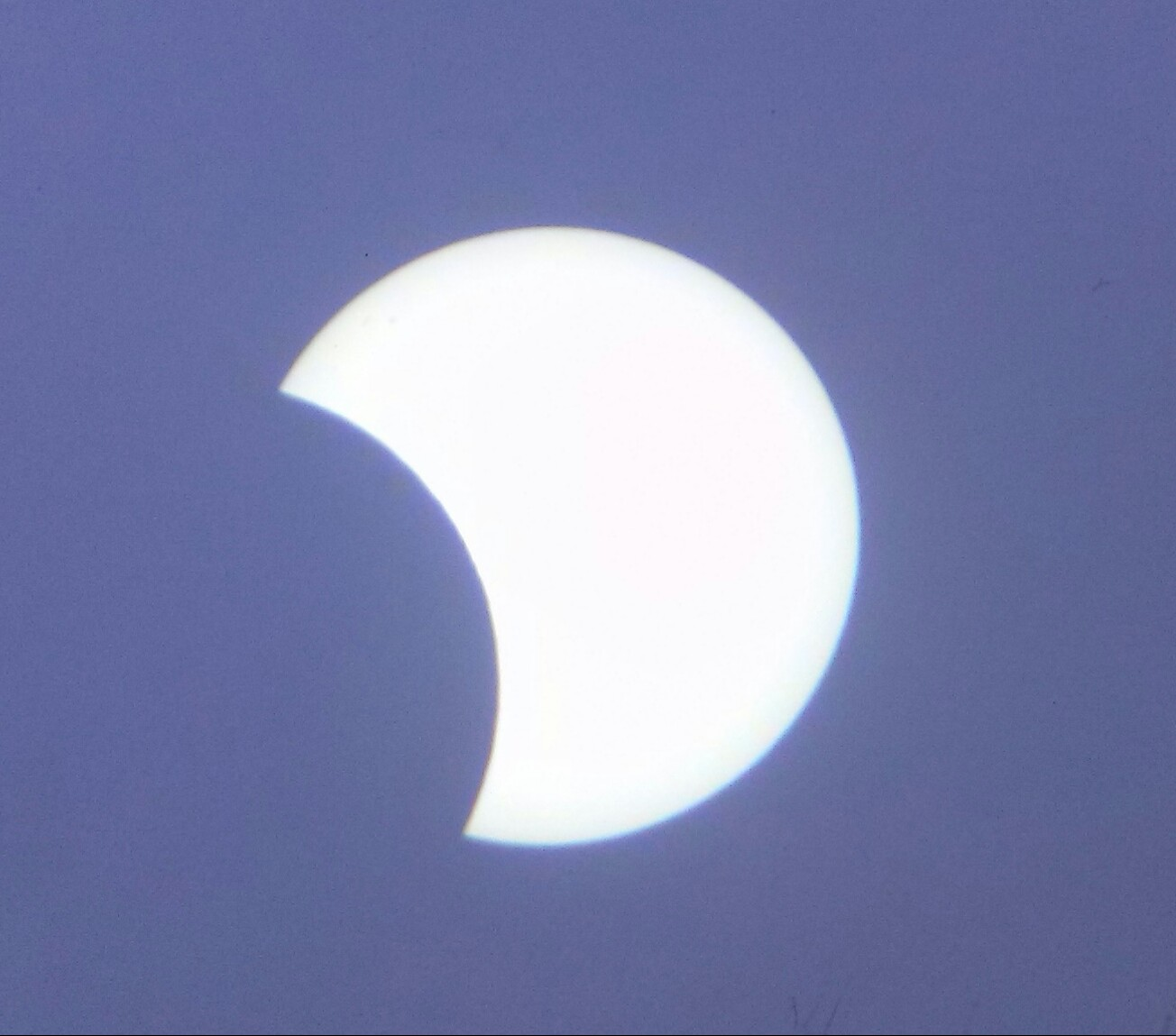
Fotografía del eclipse proyectado mediante prismáticos en Puebla, México
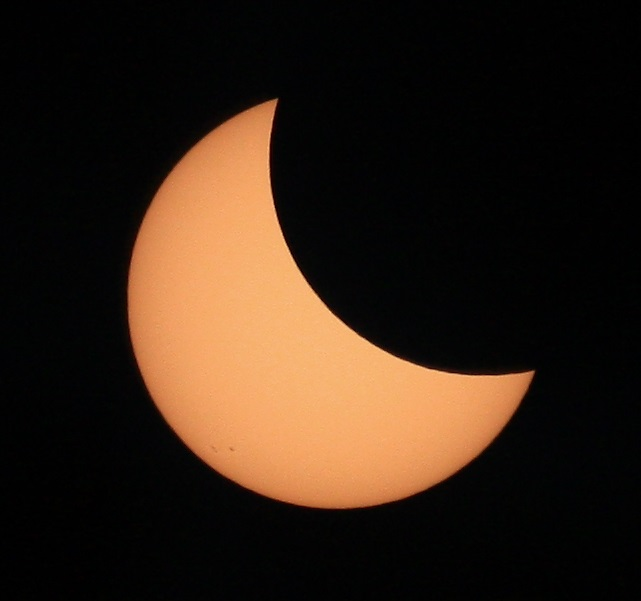
Seattle
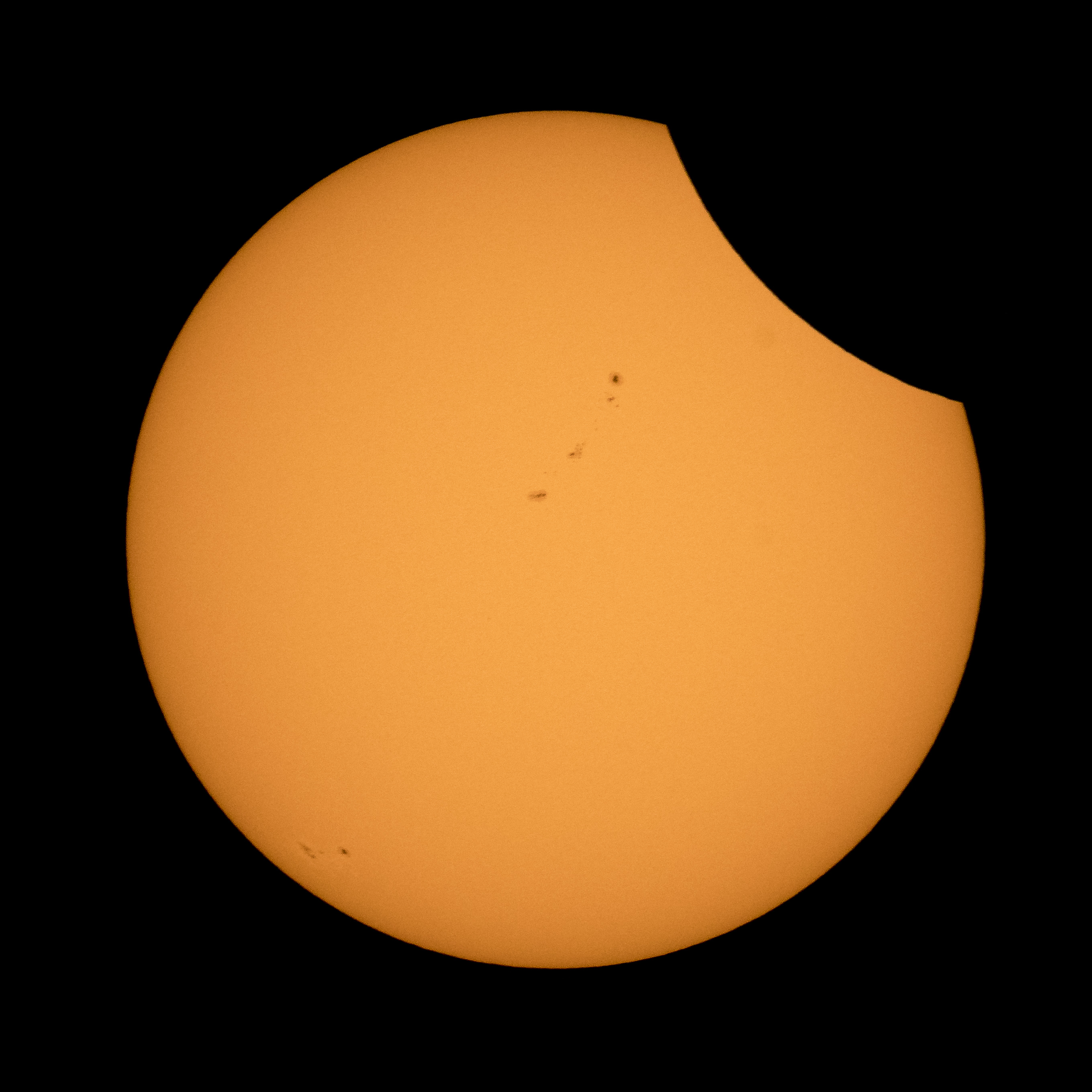
Parque Nacional North Cascades, Washington
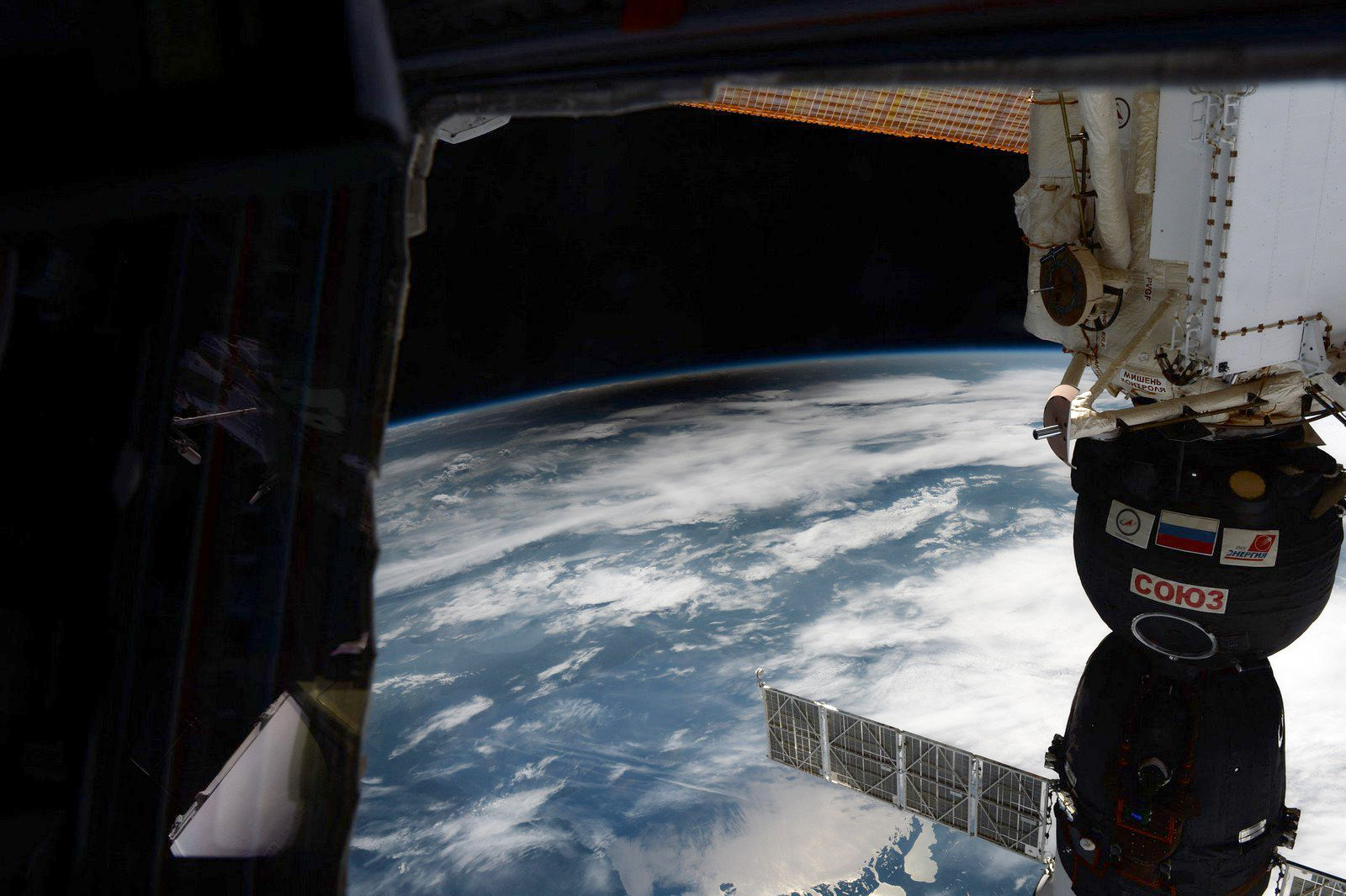
Sombra del eclipse vista desde la Estación Espacial Internacional.
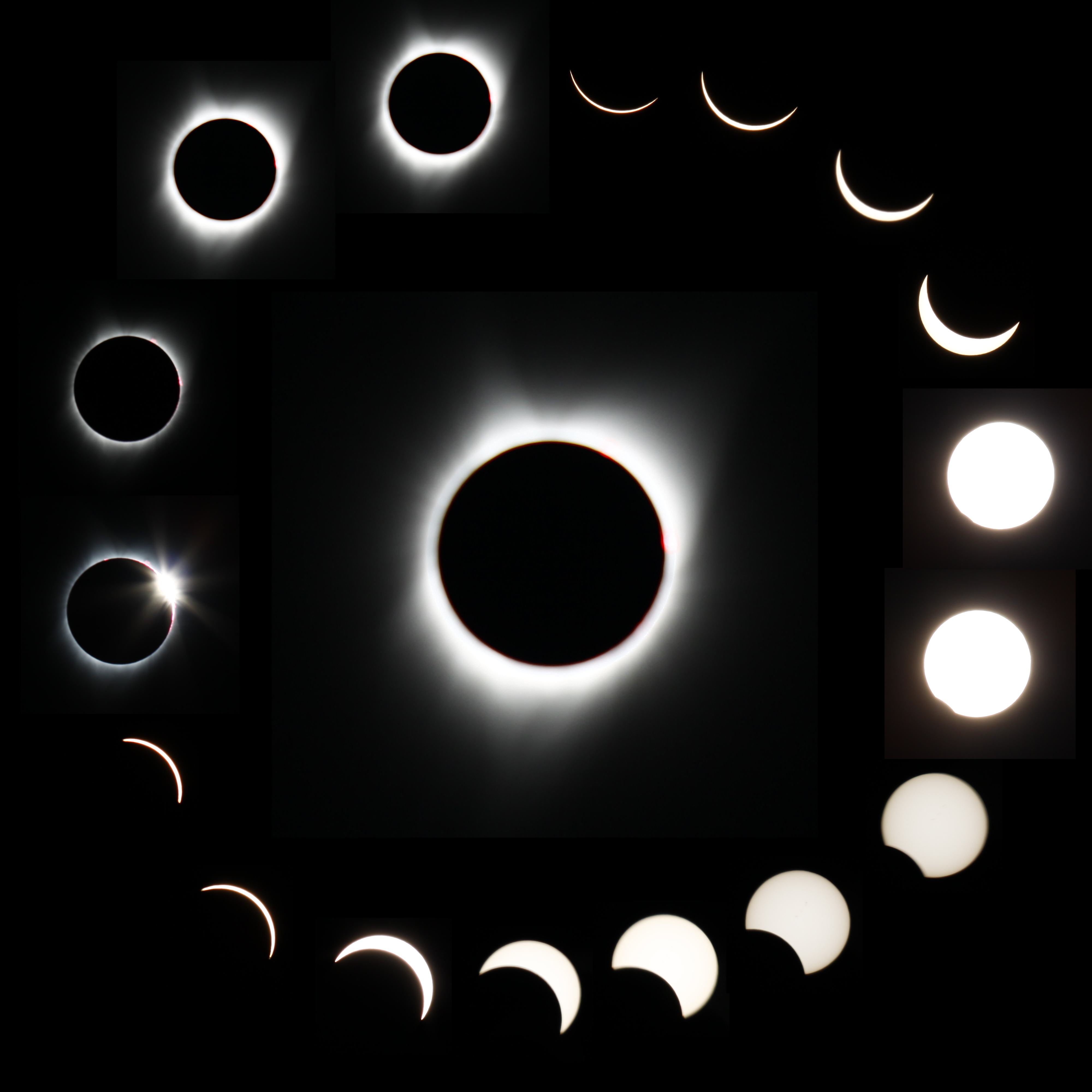
Corvallis, Oregón
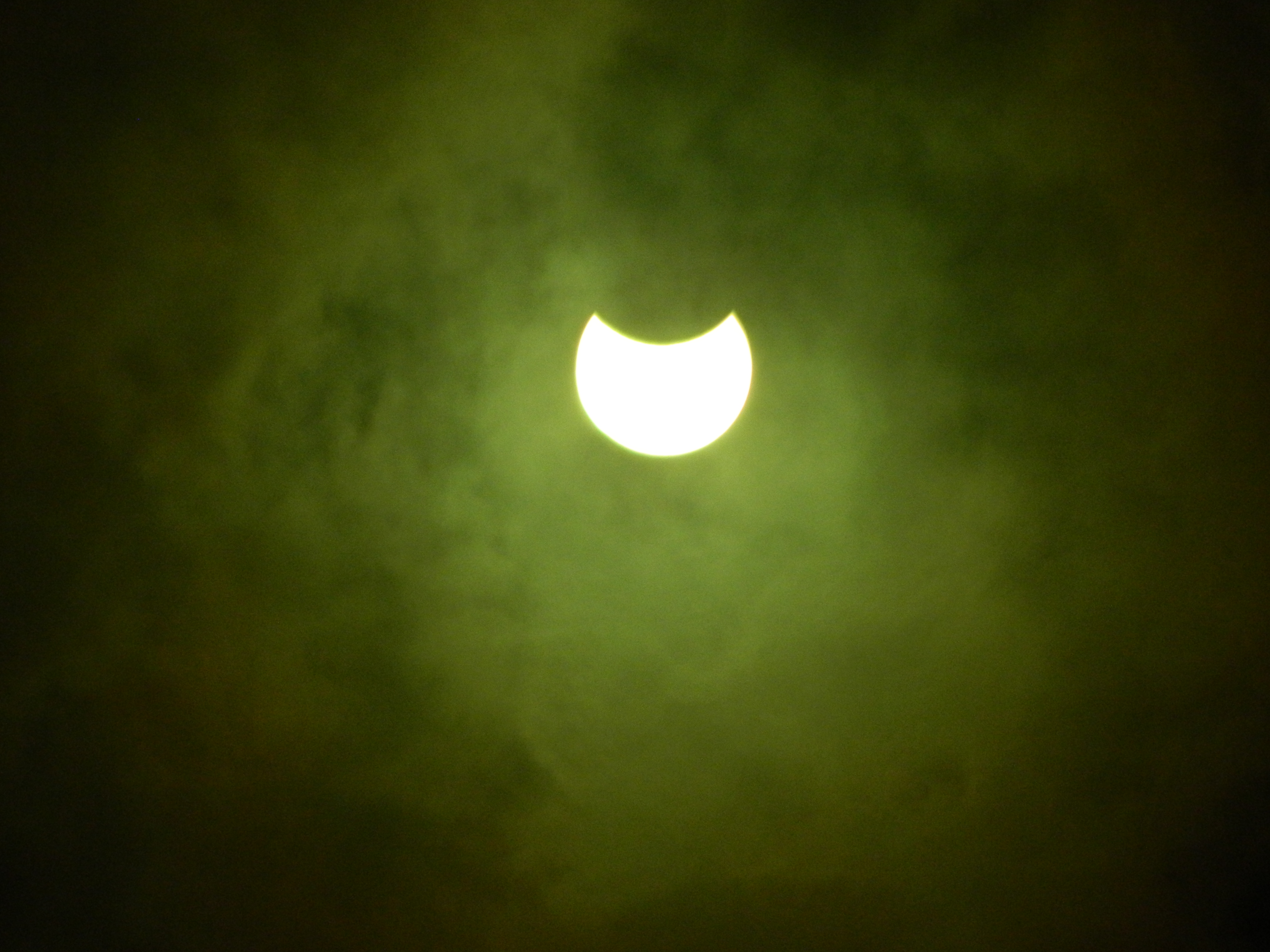
Imagen desde Tuxtla Gutiérrez, Chiapas, México.
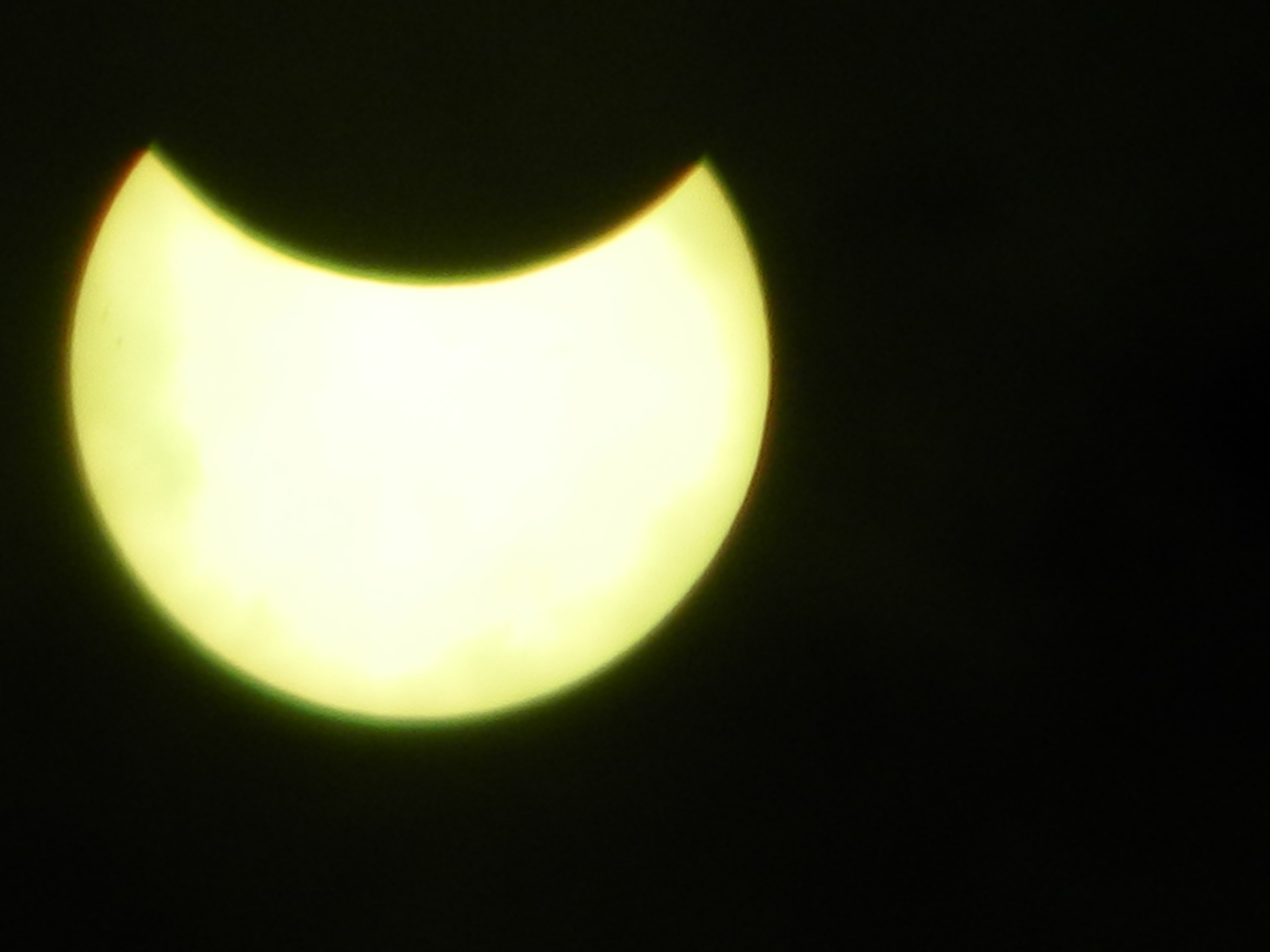
Imagen desde Tuxtla Gutiérrez, Chiapas, México.
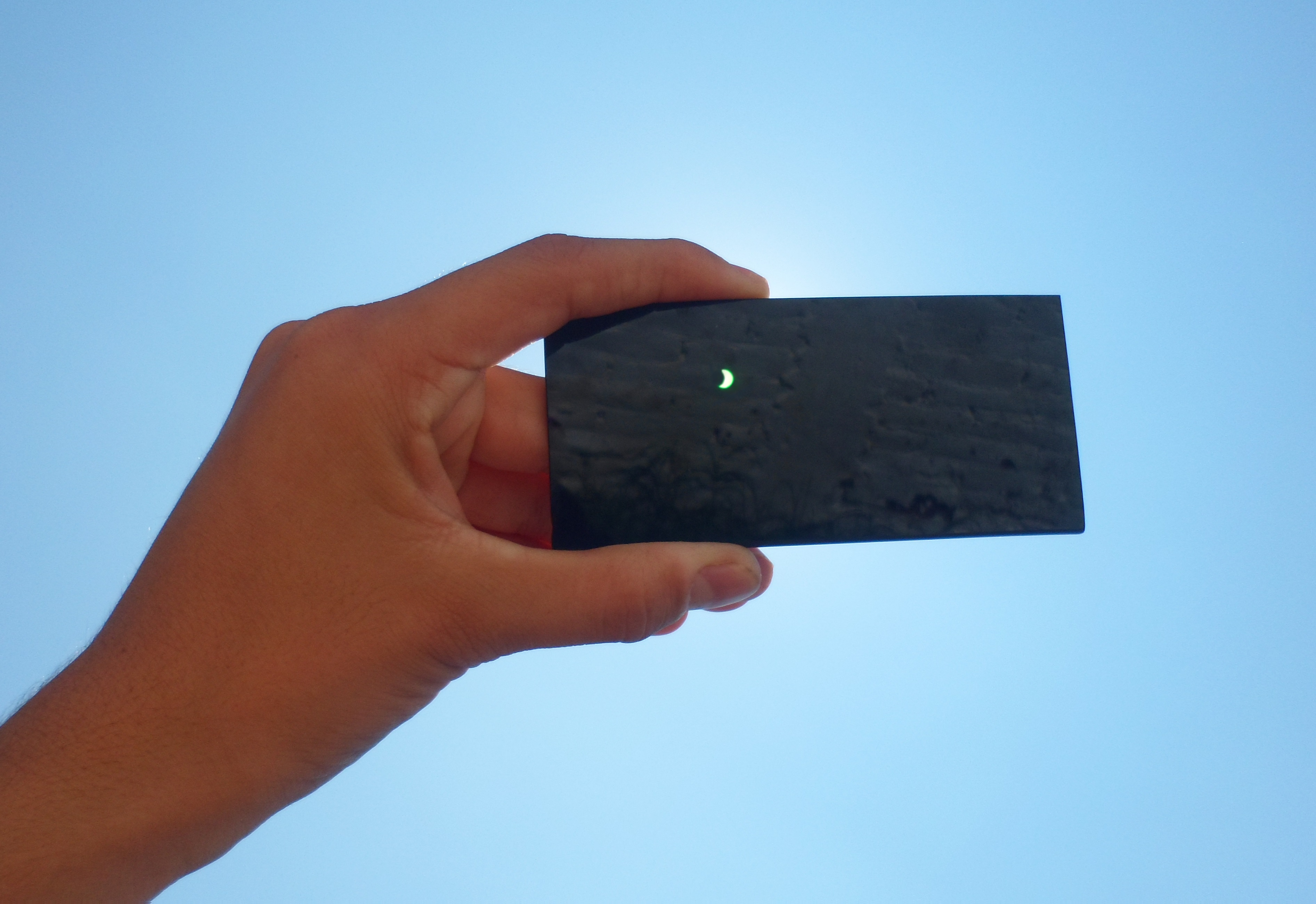
Fotografía tomada con vidrio para soldador del eclipse solar parcial en su apogeo en Chihuahua, México a las 11:40 a. m.
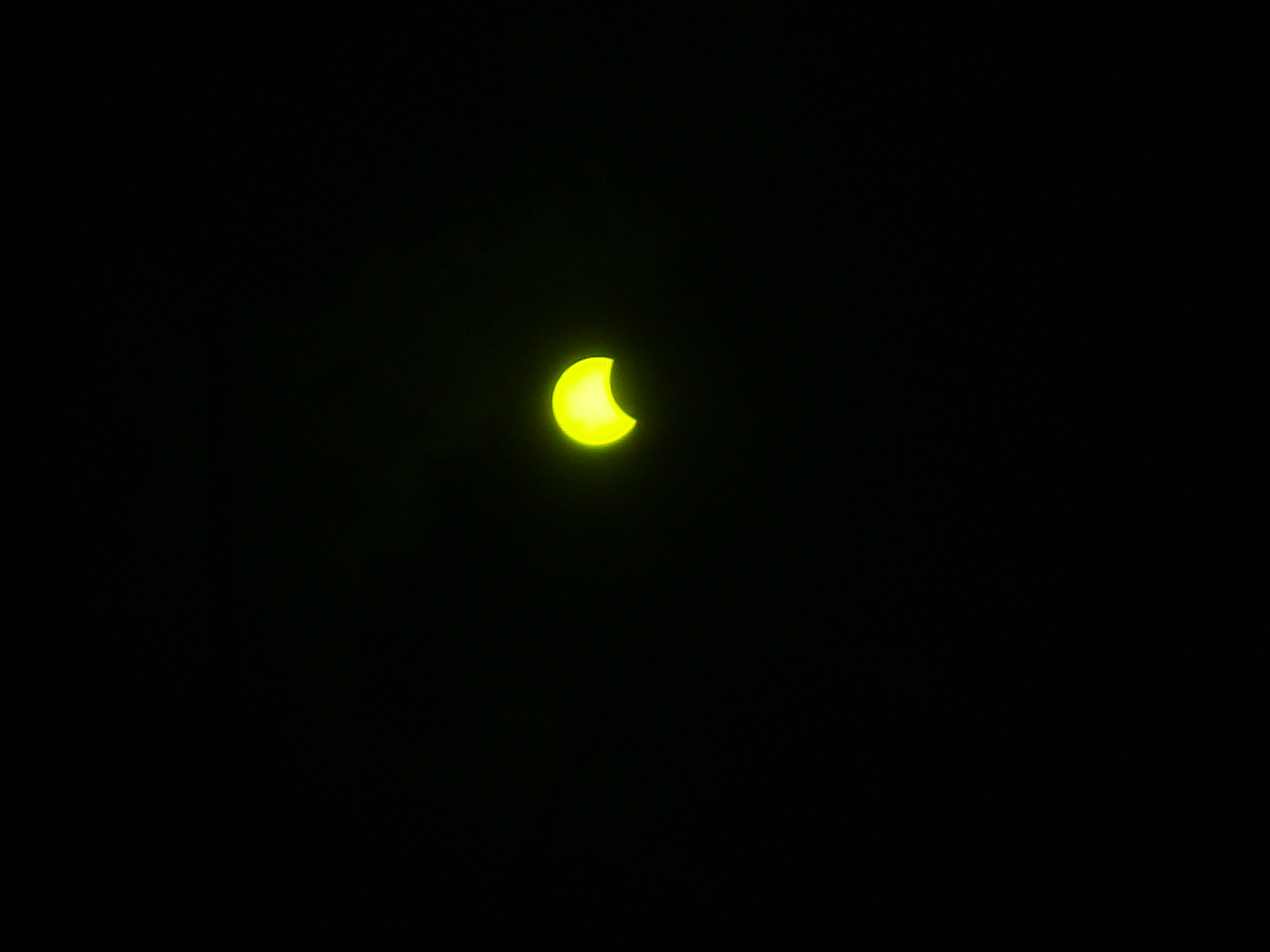
Oscuridad máxima del eclipse parcial de sol en Villavicencio, Colombia.
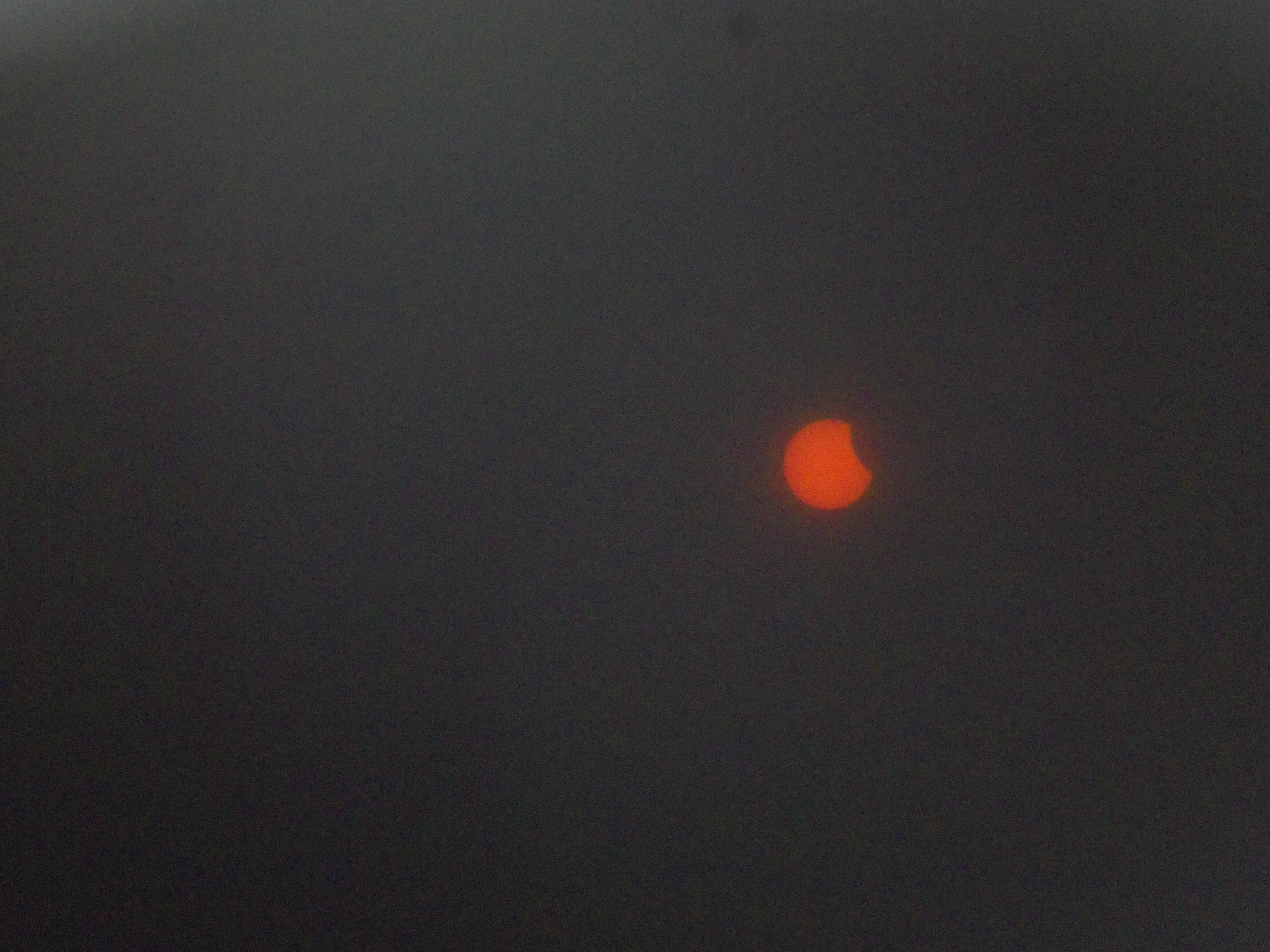
Eclipse parcial visto desde la ciudad de Pasto (Colombia).
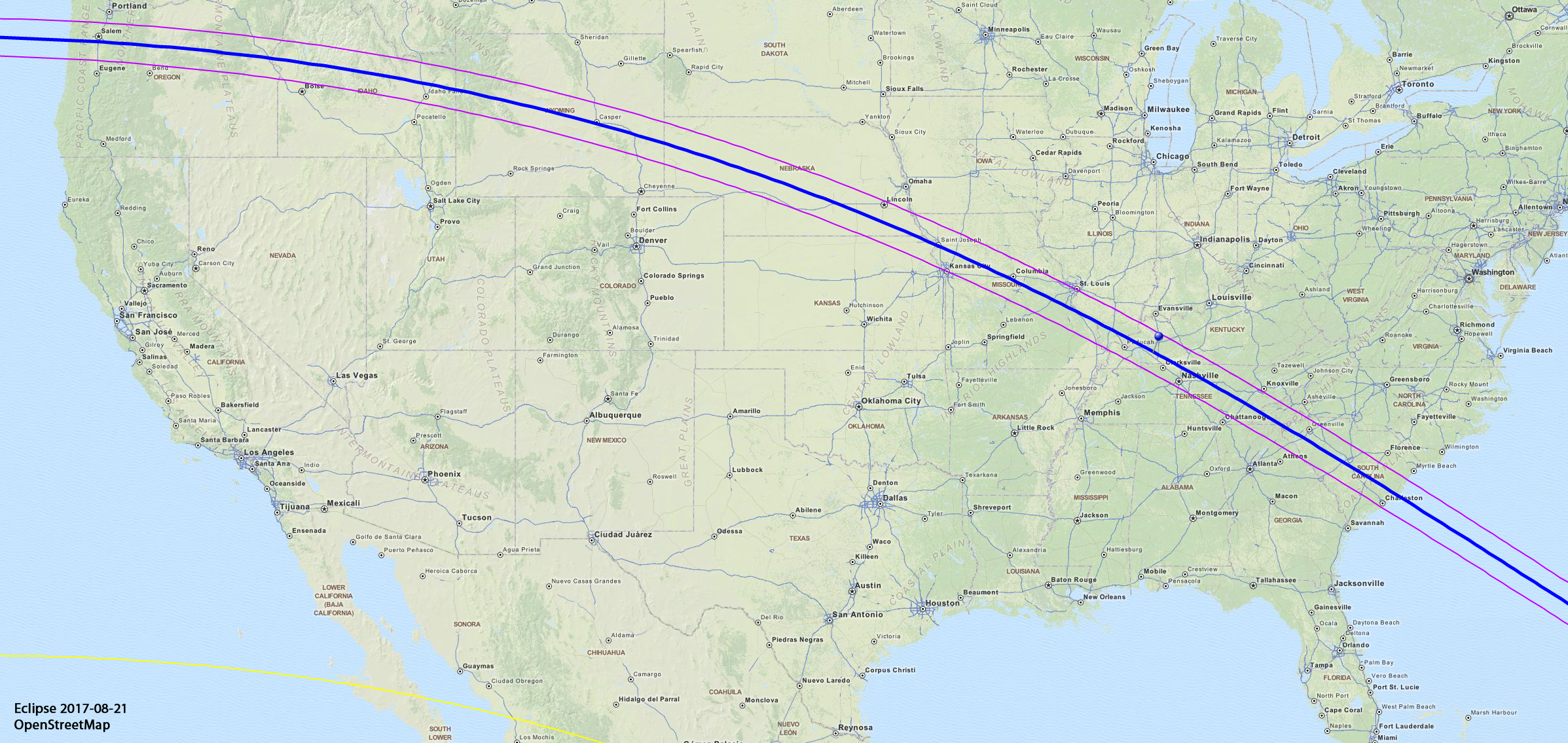